# 河内啓樹
河内 啓樹（かわうち ひろき、1983年6月27日 - ）は栃木県出身の実業家。

## 経歴
- 2005年 （株）グローバルダイニング入社　店舗管理者として従事
- 2006年 求人広告代理店入社　営業職として従事
- 2008年 ITベンチャー企業入社　CHO（最高人事責任者）として従事
- 2009年 （株）ジュエルダイニング設立
- 2017年　オフィスカナン株式会社を設立